# Synadelphite
La synadelphite è un minerale.